# William Dunbar Holder
William Dunbar Holder (* 6. März 1824 im Richmond, Kentucky; † 26. April 1900 in Jackson, Mississippi) war sowohl für die Vereinigten Staaten als auch für die Konföderierten Staaten als Politiker tätig. Ferner diente er als Offizier in der Konföderiertenarmee.

## Werdegang
William Dunbar Holder, Sohn von Harriott Jane Dunbar (1795–1824) und Colonel Richard Calloway Holder (1790–1841), wurde ungefähr neun Jahre nach dem Ende des Britisch-Amerikanischen Krieges im Madison County, Kentucky geboren. Sein Vater kommandierte während dieses Krieges eine Kompanie in Kentucky. Sein Großvater, Colonel John Holder (1744–1799), kämpfte im Unabhängigkeitskrieg und war noch in Culpeper County (Virginia) ansässig. 1825 zog die Familie nach Tennessee und ließ sich dort im Franklin County nieder. William Dunbar Holder verbrachte dort seine Kindheit. 1839 zog die Familie dann nach Mississippi. Holder besuchte dort die Schulen in Aberdeen (Monroe County) und Houston (Chickasaw County). Er wurde 1843 zum Deputy Clerk am Bundesbezirksgericht in Pontotoc (Pontotoc County) ernannt und war dann dort auch als Deputy Marshal tätig. Zwischen 1845 und 1846 versuchte er sich für den bevorstehenden Mexikanisch-Amerikanischen Krieg zu verpflichteten, wurde aber abgelehnt. 1853 wählte man ihn für den Pontotoc County in das Repräsentantenhaus von Mississippi, wo er eine Amtszeit tätig war. Er heiratete am 6. Juni 1854 Miss Catherine Theresa Bowles (1837–1887), Tochter von Mary R. Harwell (1808–1866) und Green Berry Bowles (1800–1845). Die Familie Bowles war im Lafayette County ansässig. Das frisch vermählte Paar ließ sich auf einer Farm in Pontotoc County nieder. Sie wurde Eltern von zehn Kindern: Richard Callaway (* 1855), William Dunbar junior (1857–1858), Mary Paul (* 1859), Andrew Bowles (1860–1896), James King (1863–1911), Benjamin Humphreys (1866–1947), Charles Eugene Michel (1869–1946), DeWitt Herndon (1871–1946), William Dunbar junior (1874–1941) und Catharine May „Kate“ (1880–1950). Ihre ersten drei Kinder starben noch in der Kindheit.
Nach Ausbruch des Bürgerkrieges hob Holder sofort eine Kompanie aus und wurde durch Zuruf zum Captain ernannt. Es war die Kompanie C im 17. Regiment von Mississippi, welches Colonel Winfield Scott Featherston (1820–1891) unterstand. Nach Ablauf ihrer zwölf Monate, für welche sie sich verpflichtet hatten, verpflichteten sich jeder Mann erneut und Holder wurde einstimmig zum Captain ernannt. Als kurze Zeit später Colonel Featherstone zum Brigadegeneral befördert wurde, rückte ihm Captain Holder als Colonel des Regiments nach. Holder nahm an der Ersten Schlacht bei Manassas teil sowie den Schlachten von Leesburg, Gaines Mill (dritte Schlacht der Sieben-Tage-Schlacht während des Halbinsel-Feldzugs), Chancellorsville und Gettysburg neben zahlreichen Scharmützeln. Bei Malvern Hill brach er sich den Oberschenkel nah am Leib und bei Gettysburg wurde er am Unterleib so sehr verletzt, dass er beinahe daran starb. Diese zuletzt genannte Verwundung machte es ihm unmöglich weiterzukämpfen. Holder wurde ohne Wahlkampagne oder Ausschreibung in einer Nachwahl in den ersten Konföderiertenkongress gewählt, um dort die Vakanz zu füllen, die durch den Rücktritt von Brigadegeneral Reuben Davis (1813–1890) am 1. März 1863 entstand. Am 21. Januar 1864 trat er seinen Posten an. Sein Offizierspatent gab er erst zurück, als ihm der Board of Surgeons in Richmond (Virginia) nach einer sorgfältigen Untersuchung erklärte, dass er für den weiteren Felddienst untauglich war. Holder entschied sich daher im Konföderiertenkongress zu verbleiben. Er wurde in den zweiten Konföderiertenkongress gewählt und war dort bis Kriegsende tätig.
Nach dem Krieg kehrte er zu seiner Familie auf seine Farm im Pontotoc County zurück. Von dort zog die Familie 1872 für eine kurze Zeit nach Shelby County (Tennessee), ging dann aber nach Lafayette County (Mississippi) zurück. Holder wurde 1886 zum Deputy State Auditor ernannt und 1895 für eine vierjährige Amtszeit zum Auditor of Public Accounts, beginnend vom Januar 1896. Er verstarb 1900 in Jackson (Hinds County) und wurde dann dort auf dem Greenwood Cemetery beigesetzt.